# رودولفو ساندوفال
رودولفو ساندوفال (بالإسبانية: Rodolfo Sandoval)‏ (4 أكتوبر 1948 بالأوروغواي - ) هو لاعب كرة قدم أوروغواني في مركز الوسط، شارك في كأس العالم 1970. وشارك مع منتخب الأوروغواي لكرة القدم. أما مع النوادي، فقد لعب مع بنيارول.

## وصلات خارجية
- رودولفو ساندوفال على موقع الاتحاد الدولي (مؤرشف)  (الإنجليزية)
- رودولفو ساندوفال على موقع قاعدة بيانات كرة القدم.إي يو (الإنجليزية)
- رودولفو ساندوفال على موقع ناشيونال فوتبول تيمز (الإنجليزية)
- رودولفو ساندوفال على موقع Soccerway.com (الإنجليزية)
- رودولفو ساندوفال على موقع عالم كرة القدم.نت (الإنجليزية)